# DM i håndbold 1946-47 (kvinder)
Danmarksmesterskabet i håndbold for kvinder 1946–47 var det 11. DM i håndbold for kvinder arrangeret af Dansk Håndbold. Mesterskabet blev afgjort som en cupturnering med deltagelse af lokalunionernes mestre, og vinderen blev Kvindelig IF, som i finalen besejrede Svendborg HK med 9-7, og som dermed vandt sin femte DM-titel.
| Kamp                             | Res.  |
| -------------------------------- | ----- |
| Næstved IF – Soesmarke HK        | 11–30 |
| Kvindelig IF – Næstved IF        | 4–2   |
| Svendborg HK – Vejlby-Risskov IK | 6–4   |
| Kvindelig IF – Svendborg HK      | 9–7   |